# ケンコー (医薬品)
株式会社ケンコーは、医薬品・衛生材料・化粧品の卸売を中心とする日本の企業であった。現在は東邦薬品の共創未来グループの一社「九州東邦株式会社」である。医薬品の卸売手。地盤は九州地区。

## 概要
- 本社は福岡県直方市新知町6-10

## 沿革
- 1959年10月30日資本金200万で「松井薬品株式会社」を設立
- 1962年4月「松井薬品」と「スミヤ薬局」卸部門（福岡県飯塚市）と「小倉薬品・田川営業所」が合併して「筑豊薬品株式会社」と商号変更
- 1970年6月「株式会社ケンコー」に商号変更
- 1989年5月 若狭薬品（株）を存続会社として（株）ケンコー及び福岡県大牟田市の良和薬品（株）三社対等合併社名を「株式会社ヤクシン」と改称

## 営業所
- 直方市・飯塚市・田川市・北九州市・福岡市・宗像郡

## 主な取引メーカー
- 三共（現在・第一三共）
- 塩野義製薬
- 萬有製薬
- 田辺製薬（現在・田辺三菱製薬）

## 備考
以下の各社は、当社とは無関係。
- 写真用品や光学機器のメーカーにもケンコーが存在する。http://www.kenko-tokina.co.jp/
- 広島県広島市に本社を置く「ケンコー産業株式会社」という医薬品卸業社が存在した。